# Spanish Castle Magic
Spanish Castle Magic е психеделична рок песен на групата The Jimi Hendrix Experience. Песента е третата в албума им Axis: Bold as Love издаден през 1967 година.
Текста на песента се отнася към младежките дни на Джими Хендрикс прекарани в Сиатъл и по-конкретно един клуб, който той посещава – The Spanish Castle. В този клуб той има възможността да свири заедно с най-популярните банди в града. Също така Spanish Castle е първата сцена, на която Хендрикс излиза.